# Год Африки
Год Африки — 1960 год, вошедший в историю деколонизации Африки, как год, во время которого появилось наибольшее количество суверенных государств — 17. Словосочетание «Год Африки» впервые было употреблено заместителем секретаря ООН по специальным политическим вопросам Ральфом Банчем на симпозиуме по антиколониализму в Африке, проходившем 16—17 февраля 1960 года на историческом факультете Колледжа Уэллсли. Освобождение стран стало возможным в силу возрастания националистических и антиколониалистских настроений в Африке в конце 1950-х годов. На выборах в Палату общин в 1959 одним из предвыборных обещаний выигравшей консервативной партии, было предоставление независимости Нигерии. В 1960 году впервые действующий премьер-министр Гарольд Макмиллан посетил колониальные владения Великобритании. В сентябре 1960 года на Генеральной ассамблее ООН СССР предложил проект освобождения от колониальной зависимости всех территорий Африки. В ноябре аналогичный проект разработали 25 стран Африки и Азии, он был одобрен на сессии 14 декабря 1960 года.
В 1960 году Р. Оливером и Дж. Фейджем был создан первый специализированный журнал по истории Африки: The Journal of African History

## Список стран, освободившихся в 1960 году
| Страна                       | Нынешнее название                | Метрополия     | Дата провозглашения независимости |
| ---------------------------- | -------------------------------- | -------------- | --------------------------------- |
| Бельгийское Конго            | Демократическая Республика Конго | Бельгия        | 30 июня                           |
| Берег Слоновой Кости         | Кот-д’Ивуар                      | Франция        | 7 августа                         |
| Верхняя Вольта               | Буркина-Фасо                     | Франция        | 5 августа                         |
| Габон                        | Габон                            | Франция        | 17 августа                        |
| Государство Сомалиленд       | Сомали                           | Великобритания | 26 июня                           |
| Камерун                      | Камерун                          | Франция        | 1 января                          |
| Мавритания                   | Мавритания                       | Франция        | 28 ноября                         |
| Мадагаскар                   | Мадагаскар                       | Франция        | 26 июня                           |
| Мали                         | Мали                             | Франция        | 22 сентября                       |
| Нигер                        | Нигер                            | Франция        | 3 августа                         |
| Нигерия                      | Нигерия                          | Великобритания | 1 октября                         |
| Подопечная территория Сомали | Сомали                           | Италия         | 1 июля                            |
| Республика Дагомея           | Бенин                            | Франция        | 1 августа                         |
| Среднее Конго                | Республика Конго                 | Франция        | 15 августа                        |
| Сенегал                      | Сенегал                          | Франция        | 20 августа                        |
| Того                         | Того                             | Франция        | 27 апреля                         |
| Убанги-Шари                  | Центральноафриканская Республика | Франция        | 13 августа                        |
| Чад                          | Чад                              | Франция        | 11 августа                        |